# Петровск Забајкаљски
Петровск Забајкаљски (рус. Петровск-Забайкальский) град је у Русији у Забајкалском крају. Према попису становништва из 2010. у граду је живело 18549 становника.

## Становништво
| 1939.  | 1959.  | 1970.  | 1979.  | 1989.  | 2002.  | 2010.  |
| ------ | ------ | ------ | ------ | ------ | ------ | ------ |
| 21.011 | 29.795 | 28.313 | 30.945 | 28.291 | 21.164 | 18.549 |